# 오언 윌런스 리처드슨
오언 윌런스 리처드슨 경(Sir Owen Willans Richardson, FRS, 1879년 4월 26일~1959년 2월 15일)은 영국의 물리학자로 1900년에 케임브리지 대학교 트리니티 칼리지를 졸업했고 1906년부터 1913년까지 프린스턴 대학교에서 교수를 역임했다. 1914년부터는 영국으로 돌아와 킹스 칼리지 런던에서 물리학 교수로 지내다가 1944년에 은퇴했다.
그는 열이온 방출에 관한 연구로 리처드슨 법칙을 만들었고 이 공로로 1928년 노벨 물리학상을 수상했다.

## 수상
- 1913년 영국 왕립 학회 회원
- 1920년 Hughes Medal
- 1928년 노벨 물리학상
- 1939년 Knight Bachelor(기사작위)